# Анико
Анико, Аранико (непальск. अरनिको; кит. 阿尼哥, палл. Анигэ; 1244/1245—1306) — архитектор, скульптор, художник, вышивальщик, каллиграф непальского происхождения, работавший в Китае и Тибете в период правления династии Юань. Анико также был известным мастером произведений из литой бронзы. Один из наиболее известных непальских художников, имел огромное влияние на китайское искусство.
Чаще всего изображал различных будд и бодхисаттв. До нашего времени из его наследия практически ничего не сохранилось или авторство невозможно установить. Несмотря на своё влияние при жизни, в наше время о его творчестве и жизни известно не так много.

## Биография

### Ранние годы
Точное имя неизвестно, Анико — китайская запись его имени; изначально был известен как Бал(а)баху, «Балубу» в китайских источниках. Имя «Анико» может являться китайским вариантом произношения санскритского имени «Анека». Родился в долине Катманду, по некоторым сведениям — недалеко от города Патан, в 1243—1245 году. Неварец. Легенды сообщают, что уже в раннем детстве Анико интересовался архитектурой, проявлял талант в каллиграфии и обладал спокойным нравом. Ушёл из дома в 17—18 лет вместе с группой скитающихся скульпторов и художников. Работы Анико в Непале не сохранились. Некоторое время работал при дворе раджи Джаябхимадэвы. В китайских хрониках указывается, что Анико происходил из правящей династии, но это скорее всего неверно. Учитывая, что литьём бронзы в Непале занимались обычно высокородные буддийские семейства, Анико скорее всего также принадлежал к такой семье.

### Работа в Тибете
В 1260 году монгольский император Хубилай приказал Дрогону Чогьялу Пагбе начать возведение Золотой ступы в честь Сакьи-пандита, последователем учения которого был Хубилай. Это привело Анико в Лхасу (Тибет).
В 1261 году непальским художникам было приказано выбрать себе руководителя; помимо Анико никому не хватило храбрости выдвинуть свою кандидатуру, а на предостережение Джаябхимадэвы ответил: «У меня юное тело, но зрелый разум». Он был назначен руководителем строительства, завершив его в 1262 году. После этого Пагба-лама поощрил Анико остаться в Тибете. Согласно тибетским источникам, Хубилай выбрал именно Пагбу-ламу по совету своей жены Чаби, которая также уговорила его принять посвящение в школу Сакья.

### Переезд в Китай
В 1262 году Пагба-лама пригласил Анико в столицу империи Юань — Даду (современный Пекин). Анико хотел вернуться домой в Непал, но решил воспользоваться подвернувшимся шансом и стал учеником Пагбы-ламы. Для верного изображения тантрических божеств Анико также изучал и заучивал наизусть тайные буддийские трактаты, предоставленные ламой. Когда Анико прибыл в Даду, Хубилай немедленно призвал его ко двору, художник произвёл на него положительное впечатление ведением дискуссии в буддийском русле, признанием власти правителя и открытостью к китайскому образу мыслей. К примеру, хотя в непальском понимании буддизма художник должен следовать данным, указанным в сутрах, в китайской традиции художники часто говорили, что их кисть ведёт их разум; так ответил и Анико.
В 1262—1265 годах по приказу Хубилая Анико занимался реставрацией большой бронзовой статуи, подарка сунскому императору Ли-цзуну. Эта статуя имела сложную конструкцию и считалась не подлежащей ремонту, однако Анико удалось самолично вернуть её в прежний вид, чем немедленно поднял свой статус при дворе.

### Зенит славы
Отныне Анико передавали все важные проекты императора, первым из которых стала постройка храма Чжэньго-жэньвансы, законченного в 1270 (не сохранился). Работая над храмом, Анико принимал приказы непосредственно от императрицы Чаби.
Чаби была близка с Анико и однажды отправила его жене деньги, которые были отобраны её родственниками, не одобрявшими их союз. В 1276 году жену Анико сопроводили в Китай официальные представители императора.
Следующим проектом Анико стала постройка храма Да Хуго Жэньвансы, также курируемого Чаби. Строительство шло с 1270 по 1274, в это время Анико обучил множество китайских скульпторов и художников созданию произведений в гималайском стиле.
В 1271 году спроектировал и в течение 1279—1288 годов возвёл Белую пагоду в Пекине. Это строение стало символом китайско-непальской дружбы.
В 1273 году получил должности Цзяньчжу даши (кит. трад. 建築 大師) и дяосу даши (кит. трад. 雕塑 大師), то есть главного архитектора и скульптора. В это же время Анико участвовал в строительстве храма в Цзюйчжоу (не сохранился), где также высек изображение Махакалы. В 1274 году построил буддийский храм Цяньюаньсы в Шанду (сохранился фундамент). В том же году создал изображения Конфуция и десяти его ближайших учеников для конфуцианской школы в Шанду. Помимо этого, в 1274 году Анико получил в дар резиденцию в юго-западной части Даду и серебряную пайцзу с изображением тигра.
В этот период Анико уже использовал китайское имя Сисюань (кит. трад. 西軒, пиньинь xīxuān), означающее «западный павильон» (по-видимому, это название его резиденции). Он изучал китайский язык и китайскую каллиграфию, и отмечен как талантливый каллиграф в Шуши хуэйяо (кит. трад. 書史會要). Помимо непальской жены Цзайедалацимэй он женился на двух монголках (Нанхэчжэн и Неце) и семи китаянках: Чжао, Тан, Цзяо, Чжао, Чинь, Чжан и Янь, которые родили ему 6 сыновей и 8 дочерей.
В 1278 году Анико как единственному из высокопоставленных чиновников с выдающимися художественными способностями было вверено управление быстро разраставшейся Палатой гражданского строительства и присвоен титул дасыту (министра образования). В следующем году имение Анико сильно расширилось, за создание Белой пагоды ему было передано 60 км² земли, более 1000 крестьян, 100 голов скота и множество более мелких даров. Вслед за этим Анико возвёл храмы Чэннаньсы (1280) и Синцзяосы (1283), которые стали последними крупными проектами Хубилая.

### Поздние годы, смерть и память
В конце 1280-х империя Хубилая страдала от недостатка денег в казне, и в 1289 году он закрыл одно из управлений, возглавляемых Анико, отвечавшее за заготовку камня. В следующем году он приказал перевести тех подчинённых Анико, у которых не было работы, в статус простолюдинов, с которых собирали налоги, и сократил общее допустимое количество подчинённых. Вместо новых строительных проектов Анико занялся созданием бронзовых астрономических инструментов, таких как армиллярные сферы; он работал над такими приборами и раньше, когда в 1276 году Хубилай приказал создать более точный календарь. После смерти Хубилая в 1294 году Анико создал посмертные портреты императора и императрицы.
Новый император Тэмур, по обычаю, начал бурное строительство религиозных сооружений, что означало новый приток заказов к Анико. Он построил храм Ваншэн Югосы у подножия Южной вершины горы Утайшань, на возведение которого было отправлено несколько десятков тысяч художников и строителей. Храм был посвящён матери императора, Байрам-Егечи, которая лично посетила церемонию его открытия и одарила Анико 10 000 лянами серебра и женой-монголкой. Храм сохранился до наших дней под названием Наньшаньсы, но из-за реставраций и перестроек от изначальной постройки ничего не осталось.
Последующие годы Анико провёл у горы Утайшань, строя не только по государственному заказу, но и по собственной инициативе, в том числе храм у Северной вершины. После окончания строительства он раздумывал над тем, чтобы оставить свой пост, но в итоге не сделал этого. В 1301 году построил ещё одну сохранившуюся белую пагоду, расположенную в храме Таюань в центральной части горы Утайшань и считающуюся символом этой местности.
Тэмур возводил не только буддийские, но и даосские храмы, и в 1295 году он приказал Анико расписать и создать статуи для даосского храма Чунчжэн Ваньшоугун, после чего он занялся оформлением храма Чанчуньгун, а затем — храма Саньхуанмяо в Даду. В 1299 году Анико создал 191 скульптуру и 64 настенные росписи для даосского храма Саньциндянь. В 1302 году Анико создал настенные изображения для конфуцианского храма.
В последние годы жизни Анико построил два буддийских храма: Дун Хуаюаньсы (1304), для которого Анико отлил пятиметровую бронзовую статую Будды, и Шэншоу Ваньнинсы (1305), для которого он также отлил несколько бронзовых статуй. Императрица Булухан, мало знакомая с тантрическим буддизмом, осмотрела статуи и пришла в ужас, после чего приказала уничтожить статуи; это стало ударом для Анико. Он тяжело заболел, и, несмотря на усилия придворных докторов, скончался 11 марта 1306 года в возрасте 62 лет.
Тэмур приказал придворным организовать похороны Анико, послать его семье 25 000 лянов серебра и кремировать тело по непальскому обычаю. Уже после смерти, в 1311, Анико получил ещё несколько титулов: «Лян-гун», тайши, кайфу-итун-саньсы и шан-чжуго.
Могила с прахом Анико находится в Мэньтоугоу (уезд Ваньпин, район Сяншань, Ганцзыюань); через пять лет после его смерти на могилу установили табличку с жизнеописанием (ныне утрачена). Также официальная биография Анико содержится в Юань ши. Двое его сыновей унаследовали титулы Анико, но, по-видимому, они занимались в основном управленческой работой.
Многие неварцы считают Анико предком всех мастеров литой бронзы.
- В честь Анико в Непале выпущена серия почтовых марок.
- Шоссе Анико[англ.] носит его имя.

## Творчество
Большинство проектов, над которыми Анико работал и где он указан как главный художник и скульптор, строили и украшали в основном другие люди, а его вклад заключался в управлении строительными и отделочными работами и продумывании самих изображений; некоторые штрихи он наносил и своей рукой. Он командовал как минимум 3000 домами художников, ремесленников и скульпторов, будучи главным архитектором и скульптором, а после назначения главой Палаты гражданского строительства количество его подчинённых превысило 10 000.

### Архитектура
Анико получил известность как автор ряда зданий в тибетском стиле, украсивших столицу династии Юань: 3 ступы, 9 крупных буддийских храмов, 2 конфуцианских храма, 1 даосский храм, многочисленные здания для императора и его семьи. Одно из утраченных зданий Анико — Золотая ступа в Тибете, строительством которой он руководил в возрасте около 18 лет. Эпитафия на могиле Анико утверждает, что выбор именно непальских и индийских художников и архитекторов для строительства Золотой ступы был сделан по причине того, что в Китае их считали наиболее одарёнными художественным талантом; это влияние распространившегося в то время тибетского буддизма.

#### Белая пагода
Самым известным архитектурным творением Анико является Белая пагода. Она имеет высоту 52 м, спроектирована в 1271—1279 годах по канонам стиля «северного буддизма» и заметно отличается от многоярусных китайских пагод явным индо-непальским видом. Основа ступы представляет собой обнесённую низкой оградой квадратную платформу с двухступенчатым пьедесталом в центре, на котором размещено тело ступы («анда»), увенчанное коническим навершием. Анда Белой пагоды имеет колоколообразную форму, что характерно для гималайской архитектуры, в отличие от палийских сферических куполов.
В платформе находится помещение, где стояли высеченные из белого камня пять Дхьяни-будд, их супруги и разгневанные бодхисаттвы, расставленные в мандалу; также в основании находились другие мандалы, изображения будд, брахм, дэв и других существ буддийской мифологии и сотни копий сутр. В саму ступу были помещены 1008 маленьких ступ, вылепленных из земли с буддийских священных мест, смешанной с золотом, серебром, кораллами, камфорой и истёртой в пыль древесиной сандалового дерева.
Белая пагода построена на руинах другой ступы, возведённой при Ляо в 1096 году, в которой были обнаружены буддийские реликвии, для их хранения. Строительными материалами для неё послужили глина и кирпич, в качестве декоративного отделочного покрытия использовались побелка и позолота. Изображения на внешней стороне были уничтожены многочисленными реставрациями, стёртые внутренние изображения, в теории, могут быть реставрированы. После открытия пагоды Хубилай приказал построить вокруг неё храм Дашэншоуванъансы, известный сейчас как Мяоин. Строительство началось в 1279 и в основном завершено в 1288 году. В 1961 году Белая пагода получила статус важного культурного достояния.

#### Другие сооружения
Другая однозначно идентифицированная работа Анико — ступа, построенная в 1301 году в храме Таюань на горе Утайшань. Также Анико возвёл множество ступ в Тибете, но они либо разрушены, либо установить, какие именно это здания, невозможно.
По описаниям утраченных храмов, возведённых Анико в Китае, установлено, что несколько из них состояли из двух дворов, соединённых анфиладой; в центральной части переднего двора, по-видимому, находились изображения Будд трёх миров, а в центральной части заднего — пяти Дхьяни-будд.

### Другие искусства
Императоры и императрицы Юань, следовавшие за Тэмуром, обычно заказывали своим художникам и скульпторам повторение лучших изображений и строений, созданных при Хубилае, так Анико оказался создателем стиля «официальной» юаньской живописи и архитектуры. По сообщениям современников, в построенных им в Пекине ламаистских храмах помещались посмертные портреты монгольских властителей. В качестве объекта почитания портреты умерших правителей в храмах тибетского буддизма располагались в специально отведённом для каждого ритуальном помещении иньтан (影堂, «Зале теней»). Вблизи Белой пагоды находился ритуальный зал Ши-цзу (кит. 世祖). Считается, что эскизами — «малыми тенями» (кит. 小影, палл. сяоинь) ныне утраченных полноформатных храмовых портретов — были поясные изображения родоначальников, правителей монгольской династии, а также их жён. Они известны из двух альбомов из собрания Музея императорского дворца в Тайбэе.
Текстильные портреты Хубилая и его жены Чаби, скорее всего, выполнены Анико. Они показаны в положении анфас (другие правители — в близком к фронтальному), уподобляясь божествам на буддийских живописных «иконах» — танка. Техника исполнения этих портретов аналогична тибетским текстильным картинам кэсы, очень трудоёмких в производстве. Работа над портретом Хубилая заняла 3 года, Чаби — ещё три. После этого Анико создал посмертный портрет их наследника Чинкима и его супруги Байрам-Егечи, родителей нового императора Тэмура.
Ещё одно произведение, с высокой вероятностью выполненное Анико — лаковый портрет Бодхисаттвы в непальском стиле.
Также Анико занимался оформлением пещерных монастырей в Могао (пещеры 465 и 332) и Юйлине. Неварское влияние в этих пещерах видно в цветочных орнаментах и сюжетах (тантрические изображения, пять будд), и напоминает неварские картины в свитках, паубха. Изображения в пещерах невозможно идентифицировать однозначно, но портреты женщин, пожертвовавших деньги на оформление пещер Могао, стилистически идентичны портретам, которые Анико делал при дворе в Даду, как и изображение Праджняпарамиты в юйлиньской пещере 4.
Другая работа, вероятно принадлежащая кисти Анико, — изображение сидящей Зелёной Тары, переданное в Художественный музей Кливленда. Среди множества скульптур, приписываемых Анико, выделяется каменное изображение Махакалы. Бронзовая статуя Манджушри, хранящаяся в Запретном городе, создана в непальском стиле в 1305 году (период работы Анико) и в его отделе.
Анико написал книгу «Канон пропорций».
- Портрет Хубилая
- Портрет Чаби
- Статуя Бодхисаттвы